# Legionella norrlandica
Espèce
Legionella norrlandica est une espèce de bactéries gram-négatives de la famille des Legionellaceae.

## Taxonomie
Le nom correct complet (avec auteur) de ce taxon est Legionella norrlandica Rizzardi et al. 2015.

### Étymologie
L'étymologie du nom spécifique est la suivante : norr.lan.di’ca. N.L. fem. adj. norrlandica, appartenant au Norrland, la région nordique de Suède où la souche type a été isolée.